# AN/ALQ-119
AN/ALQ-119 är en amerikansk störsändare avsedd att bäras av taktiska flygplan på en vapenbalk. Under 1980-talet var det den mest använda störsändaren i USA:s flygvapen och utgjorde runt 50 % av alla störsändare i amerikansk användning. Under 1980-talet började den ersättas av AN/ALQ-131, men vid tiden för operation Desert Storm fanns ett flertal fortfarande i aktiv tjänst. Den moderniserade varianten AN/ALQ-184 används fortfarande av Flygnationalgardet.

## Utveckling
AN/ALQ-119 utvecklades av Westinghouse under Vietnamkriget för att ersätta den äldre störsändaren AN/ALQ-101. I likhet med AN/ALQ-101 är den en "dual-mode"-störsändare vilket innebär att den kan sända brusstörning och skenmålsstörning samtidigt. Skillnaderna mot föregångaren var fler vandringsvågrör för att kunna täcka fler frekvenser och fler förprogrammerade störmönster.
År 1982 hade över 1 600 enheter tillverkats vilket gjorde den till den mest talrika störsändaren i USA:s inventorium. Nackdelen var den analoga elektroniken som "programmerades" i förväg med över hundra små strömbrytare som alla hade tio olika positioner. Därför lanserade Raytheon Company ett uppgraderingsprogram där den interna elektroniken ersattes med digitala komponenter och minne som kunde laddas från diskett via en AN/ALM-126C (vilket i praktiken var en militäriserad HP 9825). Den uppgraderade versionen fick namnet AN/ALQ-184.

## Användning

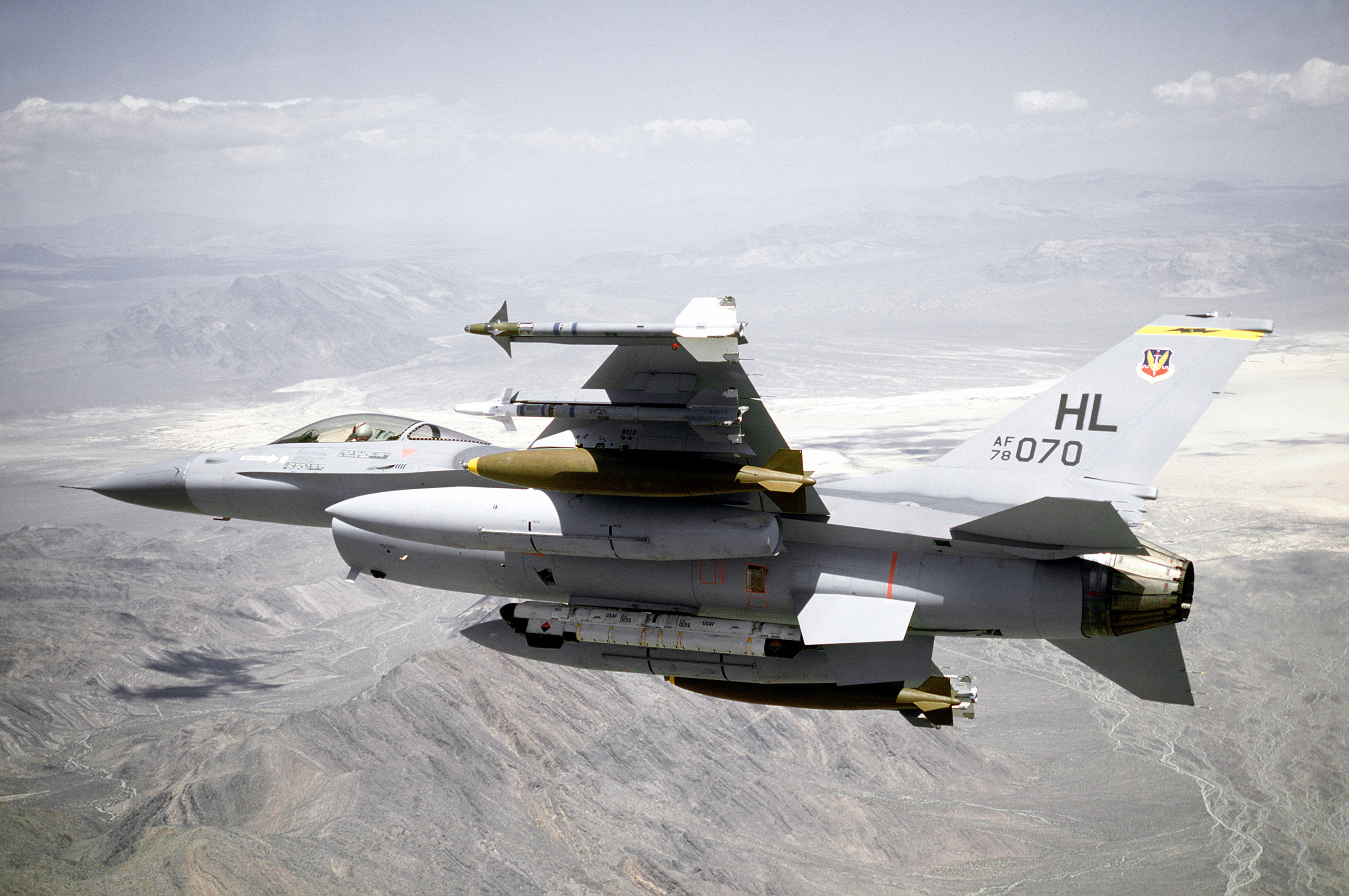
En F-16 med en AN/ALQ-119 monterad på centerbalken.

AN/ALQ-119 togs i tjänst 1970 och började användas i Vietnam 1972. Den visade sig vara effektiv mot både S-75 och S-125 vilket gjorde att även Israel köpte in 250 stycken AN/ALQ-119 under Jom Kippurkriget.
F-4 Phantom II bar ofta AN/ALQ-119 i det främre vänstra uttaget avsett för Sparrow-robotar. AN/ALQ-119 var dock bredare än en Sparrow-robot och fick därför inte plats i uttaget, och även om den hade fått det hade den delvis infällda positionen skärmat av delar av sändarantennerna. Därför monterades den på en adapter som gjorde att ovansidan av störkapseln hamnade i nivå med flygkroppens undersida. På andra flygplan monteras AN/ALQ-119 på en vanlig vapenbalk utan adapter.
Den ursprungliga AN/ALQ-119 användes fortfarande under operation Desert Storm, men avvecklades kort därefter. AN/ALQ-184 är dock fortfarande i tjänst och används på A-10 Thunderbolt II och F-16 Falcon.
AN/ALQ-119 har även exporterats till flera länder.

## Varianter
- AN/ALQ-119(V)10 – Den första versionen avsedd att användas på F-4G Wild Weasel. Den kunde kopplas ihop med den AN/ALR-46 radarvarnare som fanns inbyggda i flygplanen till ett system som kallades ”Compass Tie”. Samma störsändare ihopkopplad med AN/ALR-69 i F-16 kallas ”Compass Matrix”.
- AN/ALQ-119(V)15 – Standardversion för flygplan som saknade radarvarnare eller hade radarvarnare som inte var kompatibla med  ”Compass Tie” eller ”Compass Matrix”.
- AN/ALQ-119(V)17 – Lättare version nedkortad från 3,96 till 2,9 meter.
- AN/ALQ-184(V)5 – Moderniserad version med digital elektronik. Ungefär 700 AN/ALQ-119 byggdes om till AN/ALQ-184 under 1980-talet. Ihopkopplad med radarvarnare AN/ALR-46 eller AN/ALR-69 kallades systemet ”Seek Ice”.
- AN/ALQ-184(V)7 – Exportversion avsedd för Taiwans F-16 flygplan.
- AN/ALQ-184(V)9 – En systemkapsel som kombinerar störsändaren AN/ALQ-184 med skenmål AN/ALE-50.
- AN/ALQ-187 – Samma störsändare som AN/ALQ-184 fast utan kapsel avsedd att integreras i flygplan. Greklands flygvapen och Marockos flygvapen har valt AN/ALQ-187 ASPIS (Advanced Self-Protection Integrated Suite) framför alternativet AN/ALQ-165 ASPJ (Airborne Self-Protection Jammer) i sina F-16C/D block 52.

| Flygplan som använder eller har använt AN/ALQ-119 - A-7 Corsair II - A-10 Thunderbolt II - F-4 Phantom II - F-15 Eagle - F-16 Fighting Falcon - F-105 Thunderchief - F-111 Aardvark - Mirage F1 | - Egypten - Grekland - Israel - Japan - Marocko - Norge - Taiwan - Turkiet - Tyskland - USA |